# 赤楊林場國家公園
赤楊林場國家公園（西班牙語：Parque nacional Campo de los Alisos）是阿根廷圖庫曼省的國家公園，位於該國西北部，面積106平方公里，成立於1995年8月9日，每年平均降雨量約100至200毫米。

## 外部連結
- Administración Nacional de Parques Nacionales - National Parks Administration of Argentina (in Spanish and English)